# تيكني فاي موتورز
تيكني فاي موتورز هي شركة تصنيع محركات الديزل للطائرات ومقرها في سانكت إيجيدين، ألمانيا. في يوليو 2013، استحوذت شركة صناعة الطيران الصينية المملوكة للدولة (AVIC) على تصميم محرك الديزل للطائرات وأصول التصنيع لشركة تيكني، وأضفتها إلى مجموعة Continental Motors Group باسم Technify Motors GmbH.  تم تسليم المحرك رقم 5000 في أبريل 2017 بعد 15 عامًا من الإنتاج، بساعات طيران أكثر من 5.25 مليون ساعة طيران وتجهيز أكثر من 2750 طائرة.

## التاريخ
تيكني هي شركة مالية قابضة ألمانية تمتلك شركات تطوير وتصنيع المحركات. يقع مقرها في هامبورغ. وكانت الشركات المملوكة تيكني لمحركات الطائرات في مواقع في ليشتنشتاين، ساكسونيا والتينبورغ، وتورينجيا.